# Deno (программное обеспечение)
Deno — программная платформа, среда выполнения для JavaScript и TypeScript, основанная на движке JavaScript V8 и написанная на языке программирования Rust. Проект Deno был создан Райаном Далем, создателем Node.js. Deno совмещает функциональность среды выполнения и пакетного менеджера.

## История
Проект Deno был анонсирован Райаном Далем в выступлении «10 вещей, о которых я сожалею в Node.js», которое прозвучало на JSConf EU 2018. В этом выступлении Даль выразил сожаление по поводу ряда архитектурных решений, принятых им самим в Node.js. В конце доклада он представил прототип Deno.
Первоначально Deno был написан на Go и использовал Protocol Buffers для обмена сообщениями между привилегированной частью движка (написанной на Go и имеющей доступ к вызову системных функций) и непривилегированной (средой выполнения JavaScript, основанной на V8). Однако вскоре Go был заменен на Rust из-за проблем, вызванных наличием двух сред выполнения в рамках одного процесса, каждая из которых использовала собственный сборщик мусора. Библиотека libuv, реализующая асинхронную обработку событий, была заменена на Tokio, а также был проведен эксперимент с заменой технологии Protocol Buffers на Flat Buffers, который был признан неудачным из-за проблем с производительностью.
Стандартная библиотека по образцу стандартной библиотеки языка программирования Go, была представлена в ноябре 2018. Этот шаг был предпринят в попытке избежать проблемы, существовавшей в среде выполнения Node.js — из-за скудности стандартной библиотеки, использующим Node.js разработчикам приходится подключать к своим проектам внешние зависимости для решения базовых задач.
Официальная версия Deno 1.0 была выпущена 13 мая 2020 г.
29 марта 2021 года было объявлено о создании компании Deno. Проект получил финансовую поддержку от Shasta Ventures, Mozilla Corporation и некоторых других компаний. Компания была создана для обеспечения дальнейшего развития Deno, а также для разработки коммерческих решений на основе технологии.

## Обзор
Целью Deno является создание эргономичной среды выполнения для современного программиста. Подобно Node.js, Deno реализует событийно-ориентированную архитектуру, предоставляя набор неблокирующих методов управления вводом-выводом. Deno можно использовать для создания веб-серверов, выполнения научных вычислений и т. д.

### Сравнение с Node.js
Deno и Node.js — это среды выполнения, основанные на движке JavaScript V8, который используется в Google Chrome. Обе среды выполнения основаны на обработке цикла событий и предоставляют интерфейсы командной строки для запуска скриптов.
Основные отличия Deno от Node.js заключаются в следующем:
1. Deno использует стандарт ES Module вместо CommonJS.
2. Deno использует URL-адреса для подключения локальных или удаленных внешних зависимостей.
3. Deno имеет встроенный пакетный менеджер, то есть внешние решения подобные npm не требуются.
4. Deno поддерживает TypeScript, используя встроенный компилятор TypeScript с механизмами кэширования.
5. Deno уделяет особое внимание совместимости с браузерами на уровне исходного кода.
6. Deno по умолчанию ограничивает доступ JavaScript-кода к файловой системе, сети и прочим системам.
7. Deno реализует новое API Promises и других функций ES6 и TypeScript.
8. Основное API Deno имеет небольшой размер, при этом рантайм предоставляет обширную стандартную библиотеку без внешних зависимостей.
9. Deno использует каналы передачи сообщений для вызова привилегированных системных API.